# Narborough (Norfolk)
Pour les articles homonymes, voir Narborough.
Narborough est un village d'une superficie de 1 405 hectares dans le district de Breckland du comté de Norfolk, en Angleterre, avec une population de 1 095 habitants selon le recensement de 2001. Il est situé dans la vallée de la Nar. La rivière Nar traverse Narborough pour rejoindre la rivière Great Ouse.
Le village dispose d'un grand centre communautaire et d'une centre du patrimoine associés qui propose des expositions. L'église paroissiale de tous les Saints au bénéfice de Narborough et d'une partie du groupe de paroisses de la vallée de la Nar.
L'école primaire de Narborough éduque les enfants du village, et a près de quatre-vingt-dix élèves et cinq enseignants. L'école actuelle a été ouverte en 1987. Elle a remplacé l'ancienne école du village située à la périphérie du village, qui avait servi durant 117 ans.
Narborough Hall, situé dans un parc du XVIIIe siècle, est entourée de lacs, de jardins et de bois. Il abrite des expositions et des événements dans son enceinte avec un café ouvert durant ces événements.
La minoterie de Narborough a été construite vers 1780, plusieurs ajouts, rénovations et modifications ont été apportés depuis lors. La structure comporte trois étages et est construite en briques et un toit de tuile. Il a de grandes voûtes distinctives en briques en renfoncement. L'arrière a encore quelques vêtage et il est tout à fait possible que les étages supérieurs étaient également fait de bardages à l'origine. Tyssen Charles agrandit la minoterie en 1845 avec une extension mal construite, dont les fondations s'enfoncèrent lentement chaque année jusqu'à ce qu'une partie du toit s'effondre en 1980. Cette extension, avec la maison du meunier de l'époque victorienne construite sur l'avant, a dû être démolie.
Treize pieux de 50 pieds ont dû être plantés afin d'en assurer la sécurité lorsque la restauration a commencé. Le plan de 1897 montre une salle des machines à l'avant du bâtiment. Elle fut transformée en résidence pour le meunier peu de temps après. À cette époque, l'affluent a été élargit et approfondit parallèlement à la rivière Nar, offrant une chute d'eau adéquate et plus de puissance pour entraîner la roue.
Narborough est célèbre pour sa truite, sa pêche au coup et dispose de son propre fumoir.
Le village est sur la Nar Valley Way.
L'aérodrome de Narborough a été ouvert en août 1915 et utilisé principalement pour la défense contre les raids de zeppelins. L'aérodrome a été une base complètement autonome, situé à quelques kilomètres sur la route de la base de Marham. Le dernier hangar, utilisés par la suite par les agriculteurs, a été démoli à la mi-1977 après avoir été endommagé par les tempêtes.